# Central (Hongkong)

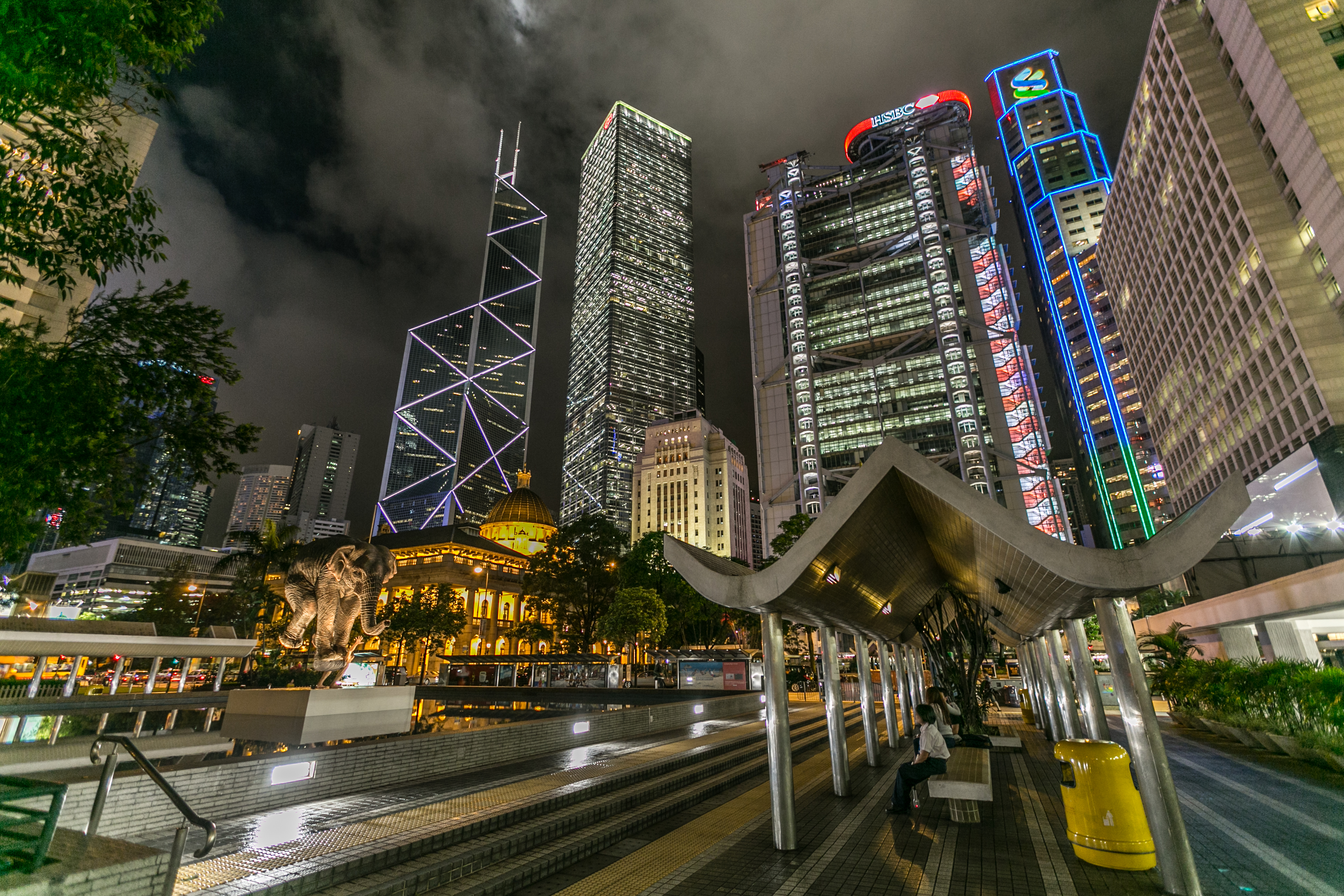
Nachtansicht Central mit den Banktürmen der BOC bzw. HSBC (2013)

Central (chinesisch 中環 / 中环, Pinyin Zhōnghuán, W.-G. Chung-Wan, Jyutping Zung1waan4), auch: Central District (中區 / 中区,  Zhōngqū, Jyutping Zung1keoi1) genannt, ist das Finanz- und Geschäftszentrum von Hongkong. Die alternative Bezeichnung von Central ist Chung Wan / Chungwan, historisch manchmal auch als Choong Wan / Choongwan transkribiert. Der Ortsteil des Central and Western Districts stellt das historische Gründungsgebiet der Victoria City dar.

## Verkehr
Central ist ein Verkehrsknotenpunkt für Hong Kong Island. Der Airport Express und die parallel verlaufende Tung Chung Line enden am U-Bahn-Bahnhof (MTR) Hong Kong. Verschiedene Airlines bieten am Bahnhof Check-in und Gepäckaufgabe für den Hong Kong International Airport an. Ein zweiter MTR-Bahnhof ist Central, an dem die Island Line hält und die Tsuen Wan Line endet. Seit Dezember 2014 hat Central über die Island Line eine Direktanbindung zur West Island Line, eine Westerweiterung der U-Bahnanbindung zum Stadtteil Kennedy Town im Westen der Insel.
An den Central Ferry Piers (中環天星碼頭) bedienen Fähren der Star Ferry Company die vorgelagerten Inseln, unter anderem Lantau Island, Lamma Island und Cheung Chau. Die Star Ferry verkehrt zwischen Central und Kowloon (Tsim Sha Tsui – TST). Am Hong Kong Macau Ferry Terminal (港澳客輪碼頭) gibt es Fährverkehr nach Macau und andere südchinesische Städte, beispielsweise Zhuhai oder Shenzhen.
Die Stadtautobahn Route 4 führt durch Central über dem Central–Wan Chai Bypass (中環灣仔繞道), eine Teilstrecke der Schnellstraße zur Verkehrsentlastung des innerstädtischen Verkehrs entlang der Küstenlinie der Insel Hongkong in Ost-West-Richtung. Diese Umgehungsstrecke mit einer Länge von 4,5 km und einer Untertunnelung von 3,7 km wurde im Januar 2019 fertiggestellt und in Betrieb genommen. Die Straßenbahn Hong Kong Tramways fährt entlang der Des Voeux Road (德輔道) durch Central in Ost-West- bzw. West-Ost-Richtung.
Das Rolltreppensystem Central Mid-Levels Escalator verbindet für Fußgänger Central mit den Mid-Levels in Nord-Süd bzw. Süd-Nord-Richtung. Weiterhin gibt es in Central, wie in ganz Hongkong, ein dichtes Netz an Fußgängerbrücken über den Straßen.